# Oezbeeks honkbalteam

Vlag van Oezbekistan.

Het Oezbeeks honkbalteam is het nationale honkbalteam van Oezbekistan. Het team vertegenwoordigt Oezbekistan tijdens internationale wedstrijden. Het Oezbeeks honkbalteam hoort bij de Aziatische Honkbalfederatie (BFA). 